# Литература Вьетнама
Литерату́ра Вьетна́ма (вьет. Văn học Việt Nam, тьы-ном 文學越南, ван хок вьет нам) — литература, созданная жителями Вьетнама, также в состав вьетнамской литературы часто включаются произведения, созданные вьетнамоговорящими людьми, проживающими в других странах.
Из-за того, что Вьетнам был неоднократно завоёван Китаем, первый является частью синосферы, а большинство письменных памятников, созданных до XI века, были написаны на классическом китайском языке. Собственная письменность тьы-ном на основе китайских иероглифов позволила вьетнамским авторам создавать литературные работы на вьетнамском, и, хотя в X веке, в момент появления, вьетнамский тьы-ном считался менее престижным, чем оригинальные китайские иероглифы, он постепенно набирал популярность, и в XVIII веке был более привлекательным для авторов. Латинизированная письменность куокнгы появилась в XVI веке, а широкое распространение получила только в XX.

## Мифологическая литература и сказки
Самым ранним литературным жанром являлась мифологическая литература, описывавшая представления вьетов о создании и устройстве мира. Она связана со сказками — мифологические сюжеты часто облекали в сказочную форму. Наиболее ранние мифологические представления воссоздают на основе рисунков на донгшонских бронзовых барабанах. Благодаря этим изображениям известно о поклонении людей донгшонской культуры божеству Солнца.
Позднее вьетнамцами было создано множество сказок: Там и Кам, Чыонг Ти, Волшебный жемчуг, Три волшебных персиковых косточки…
Известным примером заимствования изначально невьетской литературы является тямский рассказ о За Тхоа-выонге (Dạ Thoa Vương), пересказ Рамаяны.

## Литература со времён династии Ли
С X века во Вьетнам приходит буддизм, и начинает активно развиваться собственная литература на китайском языке. Появляются первые известные писатели-монахи — Ман Зяк (Mãn Giác), Вьен Тьеу (Viên Chiếu), Кхонг Ло (Không Lộ). Вместе с тем, религиозная литература быстро изменяется, в ней вскоре возникает образ автора. Картины природы, ранее служившие лишь религиозным метафорам, превращаются в описания повседневности.
Многочисленные историографии были написаны, частично опираясь на мифы и сказки: Собрание чудес и таинств земли Вьет, XIV век; Дивные повествования земли Линьнам (Lĩnh Nam chích quái), XV век; Исторические записки Дайвьета (Đại Việt sử ký, дай вьет шы ки); Продолжение исторических записок Дайвьета (Đại Việt sử ký tục biên, 大越史記續編序); Полное собрание исторических записок Дайвьета (вьет. Đại Việt sử ký toàn thư, тьы-ном 大越史記全書), XV век.

### Эпистолярная литература
Многие ранние памятники, написанные на вьетнамском, являются посланиями или стихотворениями: Воззвание к военачальникам (Hịch tướng sĩ, 諭諸裨將檄文, Хить тыонг сы), Великое воззвание по случаю умиротворения китайцев (Bình Ngô đại cáo) Нгуен Чая. Первой декларацией независимости вьетов называют стихотворение Нам куок сон ха (Nam quốc sơn hà), написанное генералом Ли Тхыонг Кьетом.
| Оригинал на китайском                                       | Чтение куокнгы | Перевод на вьетнамский | Перевод на русский А. Ревича |
| ----------------------------------------------------------- | --- | --- | --- |
| 南國山河南帝居 截然定分在天書 如何逆虜來侵犯 汝等行看取敗虛 | Nam quốc sơn hà nam đế cư Tiệt nhiên định phận tại thiên thư Như hà nghịch lỗ lai xâm phạm Nhữ đẳng thành khan thủ bại hư. | Sông núi nước Nam vua Nam ở, Rành rành định phận tại sách trời. Cớ sao lũ giặc sang xâm phạm, Chúng bay sẽ «bị» đánh tơi bời! | Горы и реки Полдневной державы — владенья властителя Юга. В книге небесной рубеж обозначен, царства любая округа. Как осмелились вы, супостаты, вторгнуться в наши пределы? Вас ожидает разгром позорный, придется незваным туго. |

### XIII—XIV века
С появлением в XIII веке системы записи вьетнамского языка китайскими иероглифами «тьы-ном» появляются многочисленные жанры вьетнамской литературы: несколько разновидностей четверостиший и восьмистиший, ритмическая проза «фу» (phú), появляется повествовательная проза, заканчивается оформление жанра новеллы. Наиболее ярким произведением историко-повествовательной прозы XIV века является «Собрание чудес и таинств земли Вьет», одним из авторов-составителей которого стал учёный-конфуцианец Ли Те Сюен.
Пример произведения в жанре «фу»:
Đường lên xứ Lạng bao xa

Cách một trái núi với ba quãng đồng

Ai ơi! đứng lại mà trông

Kìa núi Thành Lạc, kìa sông Tam Cờ.

Em chớ thấy anh lắm bạn mà ngờ

Bụng anh vẫn thẳng như tờ giấy phong…
Большинство произведений авторов XIII—XIV веков до сегодняшнего дня не дошли, однако известны несколько авторов: Тю Ван Ан (Chu Văn An), Хан Тхюэн (Hàn Thuyên) — его перу принадлежит первое стихотворение на тьы-номе, Хо Куи Ли.
Стихотворение Хо Куи Ли, императора династии Хо:
| 烏臺久矣噤無聲 頓使朝庭風憲輕 借問子澄懦中尉 書生何事負平生 | Ô đài cửu hỹ, cấm vô thanh Đốn sử triều đình phong hiến khinh Tá vấn Tử Trừng nhu Trung úy Thư sinh hà sự phụ bình sinh | Đài gián từ lâu tiếng lặng thinh Triều đình để phép bị coi khinh Tử Trừng, Trung úy sao mềm yếu? Kẻ sĩ không nên bỏ chí mình! |

Ранним примером любовной лирики является стихотворение Хюэн Куанга (Huyền Quang) «Вокруг меня весенним днём» (Xuân nhật tức sự, 春日即事):
| 二八佳人刺繡持， 紫荊花下轉黃鸝。 可憐無限傷春意， 盡在停針不語時。 | Nhị bát giai nhân thích tú trì, Tử kinh hoa hạ chuyển hoàng ly. Khả liên vô hạn thương xuân ý, Tận tại đình châm bất ngữ thì. | Красавица, ей дважды по восемь, сидит, вышивает. Книги, прекрасные цветы, шумный посвист иволги. Как жаль смутных весенних вожделений, Когда она умолкает, застывши с золотой иглой. |

Стихотворение чанского чиновника Чан Куанг Кхая (Trần Quang Khải) «Возвращение в столицу» считается одним из лучших поэтических произведений династического периода:
| 頌駕還京師 奪槊章陽渡， 擒胡鹹子關， 太平須致力。 萬古此江山。 | Tụng giá hoàn kinh sư Đoạt sáo Chương Dương độ Cầm Hồ Hàm Tử quan Thái bình nghi nỗ lực Vån cổ thử giang san. | Возвращаясь вместе со свитой государя в столицу Враг пленён у пристани Тьыонг-зыонг, Орды разбиты возле заставы Хам-ты. В мирные дни надобно быть начеку, Чтоб отстоять реки, поля и хребты. |

### XV—XVIII века
Благодаря успехам в военном деле и администрировании в правление династии Ле было создано огромное количество разнообразных произведений. Император Ле Тхань Тонг сам был известным поэтом и всячески поощрял занятия литературой. Он поощрял распространение конфуцианства, основывая во всех провинциях храмы литературы. Собрав 27 известных поэтов, создал литературное общество «Мир поэтов» (Tao đàn); в общество входили, среди прочих, Дам Тхан Хюи (Đàm Thận Huy), Зыонг Чык Нгуен (Dương Trực Nguyên) и Нго Хоан (Ngô Hoán). Стихи «Мира поэтов» описывали природу и родную страну, а также воспевали великих людей.
Одной из крупнейших фигур при Ле был Нгуен Чай, автор Великого воззвания по случаю умиротворения китайцев, а также нескольких произведений, прославляющих героическую фигуру императора-освободителя Ле Лоя, к примеру, «Куан чунг ты мень тап» (Quân trung từ mệnh tập).
Другие известные поэты и прозаики того времени — Ли Ты Тан (Lý Tử Tấn), Нгуен Монг Туан (Nguyễn Mộng Tuân), Нго Ти Лан (Ngô Chi Lan), преподававшая словесность жёнам Ле Тхань Тонга, Ву Куинь (Vũ Quỳnh).
С ослаблением императорской власти появляется оппозиционная литература; философ-конфуцианец и поэт Нгуен Бинь Кхьем, в частности, пишет:
Попробуем поставить на весы: здесь — человека, там — богатство,

И увидим: богатство перетянет.
Во второй четверти XVI столетия писатель, поэт и чиновник-конфуцианец Нгуен Зы, ученик Бинь Кхьема, составляет сборник морально-дидактических рассказов «Пространные записи рассказов об удивительном», в которых активно используются исторические и сказочно-фольклорные сюжеты, а также содержатся элементы социальной критики.

#### Князья Чинь и князья Нгуен
Князья Чинь в XVII устроили гонения на вьетнамскую литературу, книги на тьы-номе массово сжигали. Вероятно, предпосылкой было увеличение влияния народной литературы на низшие сословия.
В XVII веке получают значительное распространение дуйляни (câu đối, кэудой); их часто сочиняют экспромтом, вдвоём. Имеется предание о том, что однажды китайский император, захотев унизить посла из Вьетнама, предложил закончить строку «С тех пор бронзовый столп успел мхом зазеленеть», имея в виду китайское доминирование над Вьетнамом, однако посол якобы ответил тому: «До сей поры от крови красны воды реки Батьданг», напомнив о двух сокрушительных поражениях, нанесённых вьетами китайским захватчикам.
При содействии миссионеров в литературу проникают библейские сюжеты.
В XVII веке активно развиваются крупные стихотворные жанры; одной из известных поэм является «Выонг тыонг» (Vương Tường) — переложение истории Ван Чжаоцзюнь. Они поглощают жанр бессюжетной ритмической прозы «фу», получая пространные пейзажные зарисовки и многочисленные аллегории. Примером может являться поэма в жанре «кхук» Хоанг Сы Кхая (Hoàng Sĩ Khải) Напевы о четырёх временах года (Tứ thời khúc vịnh, 四時曲詠), где весенняя панорама символизирует радость от правления императора династии Ле.
В это же время под влиянием китайской драмы и, частично, тямского театра продолжает эволюционировать вьетнамский театр. В отличие от китайского театра, в престижном театре «туонг» (tuồng) вьетнамском женские роли, даже в номерах с акробатикой и фехтованием, исполняли женщины. Происходило активное заимствование китайских сюжетов; особенно много пьес было поставлено по Троецарствию и Речным заводям.
Музыкальный театр для бедняков «тео» (chèo), появившийся в I тысячелетии нашей эры, был менее подвержен влиянию китайской драмы, в нём главным героем обычно был не великий герой, а ловкач из низов, похожий на героев кёгэна; музыкальное сопровождение основывалось на народных мелодиях. Бродячие труппы тео выступали в деревнях и на рынках.

#### Хо Суан Хыонг
Известнейшая поэтесса, «царица вьетнамской поэзии». Предполагаемые годы жизни — 1775—1820. Писала на тьы-номе, в классических рамках сложившихся жанров, однако благодаря использованию простонародных сюжетов и непристойных аллегорий, сатиры, особенно по отношению к духовенству, является реформатором «изнутри». Помимо жизнерадостной темы красоты человеческого тела, описываемой часто через пейзажные аллегории, и обличения морализаторов в стихах Хо Суан Хыонг имеется и сентиментальная, жалостливая нота.
| Bỡn bà lang khóc chồng Chém cha cái kiếp lấy chồng chung Kẻ đắp chăn bông kẻ lạnh lùng Năm thì mười họa chăng hay chớ Một tháng đôi lần có cũng không Cố bám ăn xôi xôi lại hỏng Cầm bằng làm mướn mướn không công Thân này ví biết dường này nhỉ Thà trước thôi đành ở vậy xong. | Один на двоих Нежится под одеялом жена, зябко, тоскливо жене другой. Муж-то у них один на двоих — взвоешь, пожалуй, от жизни такой. Жди-дожидайся, пока повезет: то ли неделя, то ль месяц пройдет; Может, он завтра тебя позовет, может быть, вовсе не ляжет с тобой? Хочет жену как служанку держать, чтоб и награды не смела бы ждать. «Палок отведаю, но пообедаю!». Рис на беду к обеду плохой… Если бы раньше мне знать о том, замуж не вышла бы нипочём, Лучше б с судьбою смириться мне, да и прожить бы весь век одной. |

### XIX век
Вступивший на престол император Минь Манг, первый из династии Нгуен, выбрал политику изоляционизма; поощряя конфуцианство и национальную литературу на вьетнамском языке. Особое внимание уделялось верности положительных героев государю, в частности, это затронуло театр «туонг». Оппозиционные писатели часто уходили в эскапизм и пассеизм по отношению к минувшим временам при Ле: Нгуен Хюи Хо (Nguyễn Huy Hổ, 阮輝琥) в пьесе Описание сна в Персиковом дворце (Mai đình mộng ký, 梅亭夢記貼) выводит императора Ле в образе красавицы, повстречавшейся главному герою во сне; поэтесса Нгуен Тхи Хинь (Nguyễn Thị Hinh, 阮氏馨) создавала произведения, наполненные тоской по ушедшим временам. Примером может являться её стихотворение «Воспоминание о цитадели Тханглонг»:
| Tạo hóa gây chi cuộc hí trường Đến nay thấm thoắt mấy tinh sương Dấu xưa xe ngựa hồn thu thảo, Nền cũ lâu đài bóng tịch dương, Đá vẫn trơ gan cùng tuế nguyệt, Nước còn cau mặt với tang thương. Ngàn năm gương cũ soi kim cổ. Cảnh đấy người đây luống đoạn trường | Господь, к чему театр жизни создал ты? Как быстро пролетает время, Во осенней траве лежат повозки, Золотой закат освещает руины, Камень всё так же твёрд перед летящими днями, Панорама печальна и убога. Тысячи лет отражаются в старом зеркале. Эти пейзажи, эти люди — как болезненные раны. |

С другой стороны, путешествовавшие на Запад Као Ба Куат (Cao Bá Quát) и Нгуен Чыонг То (Nguyễn Trường Tộ) отзывались о европейцах положительно; Нгуен Чыонг То считал, что тоска по прошедшему — необоснованная блажь: «В действительности же ясно, что в прежние времена всё было хуже, чем сейчас».
Изменяются традиционные жанры, исчезают «рассказы об удивительном» и повествовательные поэмы чуен (truyện, 傳). Благодаря учёному-католику Чыонг Винь Ки (Trương Vĩnh Ký) в 1865 году в Сайгоне выходит первая газета «Зядинь» (Gia Định báo).

### Нгуен Зу
Нгуен Зу — великий вьетнамский поэт, роль которого во вьетнамской литературе сравнивают с ролью Александра Сергеевича Пушкина в русской литературе.
Наиболее известное его произведение — Страдания истерзанной души (Đoạn Trường Tân Thanh), по сюжету молодая красавица для спасения родителей выходит замуж за сутенёра, который принуждает её к проституции. Считается аллегорией на поведение династии Нгуен для получения власти

### Последние годы колониализма
Процветает сатира. Известные представители — Нгуен Кхюэн (Nguyễn Khuyến), сравнивавший императорский дом с труппой бесталанных актёров, и Ту Сыонг (Tú Xương). Ту Сыонг также обращался к теме ушедшего, в частности, в стихотворении «Засыпанная река» (Sông Lấp):
| Sông kia rày đã nên đồng Chỗ làm nhà cửa, chỗ trồng ngô khoai Đêm nghe tiếng ếch bên tai Giật mình còn tưởng tiếng ai gọi đò | Речная заводь здесь была когда-то, а ныне — кукуруза и бататы, Стою и удивляюсь поневоле: откуда здесь дома и это поле? Тишь… Кваканье лягушек лезет в ухо. Я вздрагиваю: кто-то рядом глухо Паромщика, мне кажется, зовёт, вот-вот он отзовётся, подплывёт. |

Появляются первые переводы с европейских языков, в основном — французской классики. Просветители положительно оценивали изменения японской реставрации Мэйдзи; к примеру, деятель народного освободительного движения Фан Тяу Чинь переводит произведение Токая Санси.
Желая обновить вьетнамскую литературу, главный редактор газеты Нонг ко мин дам (Nông cổ mín đàm), Жильбер Тьеу (Gilbert Trần Chánh Chiếu), объявил конкурс на написание современного романа, объяснив, что не следует использовать сверхъестественные причины для событий: убить героя можно ножом или ядом, воскресить лекарством. Объявление о конкурсе подчёркивало, что поучаствовать приглашают и мужчин, и женщин.
В 1940 году публикуется сборник остросюжетных психологических и драматических новелл «Тени и отзвуки времени», принадлежащих перу прогрессивного писателя-реалиста Нгуена Туана (1910—1987), стоявшего у истоков национальной литературы Демократической республики Вьетнам («Очерки сопротивления и мира», 1956).

## Комментарии
1. ↑  Перевод Александра Ревича
2. ↑  Перевод Г. Ярославцева